# Phrynobatrachus gutturosus
Phrynobatrachus gutturosus es una especie  de anfibios de la familia Phrynobatrachidae.

## Distribución geográfica
Se encuentra en Costa de Marfil, Ghana, Liberia, Nigeria y, posiblemente, en Benín,  Burkina Faso, Guinea, Malí, Togo y Uganda.  

## Estado de conservación
Se encuentra amenazada por la pérdida de su hábitat natural.